# Cubophis fuscicauda
Espèce
Synonymes
- Alsophis fuscicauda Garman, 1888

Cubophis fuscicauda est une espèce de serpents de la famille des Dipsadidae.

## Répartition
Cette espèce est endémique de Cayman Brac aux îles Caïmans. 

## Publication originale
- Garman, 1888 : Reptiles and batrachians from the Caymans and from the Bahamas Collected by Prof. C. J. Maynard for the Museum of Comparative Zoology at Cambridge. Massachusetts Bulletin of the Essex Institute, vol. 20, p. 101-113 (texte intégral).